# Uddnäs ö
Uddnäs ö är en ö i sjön Runn, Falu kommun. Namnet till trots ligger ön snarare utanför Staberg än Uddnäs, medan det utanför Uddnäs ligger en ö med namnet Stabergs ö. 
Den skogbevuxna ön har 25 fritidshus.